# Teatro Nacional de Noh
O Teatro Nacional de Noh (国立能楽堂, Kokuritsu nō gakudō) é um teatro japonês situado em Sendagaya, Shibuya, em Tóquio, que foi fundado em setembro de 1983. O auditório possui capacidade para quinhentas e noventa e uma pessoas e realiza apresentações das formas clássicas teatrais de Noh e Kyōgen. O teatro também abriga um palco, espaço para exposições, uma zona de leitura e uma biblioteca de referência.